# رود کولا
رود کولا (انگلیسی: Kola) یک رودخانه در استان مورمانسک کشور روسیه است.